# Campeonato Europeo de Ciclocrós de 2020
El XVIII Campeonato Europeo de Ciclocrós se celebró en ’s-Hertogenbosch (Países Bajos) el 8 de noviembre de 2020 bajo la organización de la Unión Europea de Ciclismo (UEC) y la Federación Neerlandesa de Ciclismo.

## Medallistas
| Evento    | Oro                                       | Plata                            | Bronce                           |
| --------- | ----------------------------------------- | -------------------------------- | -------------------------------- |
| Masculino | Eli Iserbyt · Bélgica                     | Michael Vanthourenhout · Bélgica | Lars van der Haar · Países Bajos |
| Femenino  | Ceylin del Carmen Alvarado · Países Bajos | Annemarie Worst · Países Bajos   | Lucinda Brand · Países Bajos     |

### Masculino
| Puesto            | Ciclista               | País         | Tiempo  |
| ----------------- | ---------------------- | ------------ | ------- |
| Medalla de oro    | Eli Iserbyt            | Bélgica      | 1:04:28 |
| Medalla de plata  | Michael Vanthourenhout | Bélgica      | 1:04:44 |
| Medalla de bronce | Lars van der Haar      | Países Bajos | 1:04:50 |
| 4                 | Laurens Sweeck         | Bélgica      | 1:05:09 |
| 5                 | Toon Aerts             | Bélgica      | 1:05:15 |
| 6                 | Daan Soete             | Bélgica      | 1:05:20 |
| 7                 | Felipe Orts Lloret     | España       | 1:05:29 |
| 8                 | Quinten Hermans        | Bélgica      | 1:05:42 |

### Femenino
| Puesto            | Ciclista                   | País         | Tiempo |
| ----------------- | -------------------------- | ------------ | ------ |
| Medalla de oro    | Ceylin del Carmen Alvarado | Países Bajos | 40:45  |
| Medalla de plata  | Annemarie Worst            | Países Bajos | 40:45  |
| Medalla de bronce | Lucinda Brand              | Países Bajos | 41:07  |
| 4                 | Denise Betsema             | Países Bajos | 41:40  |
| 5                 | Perrine Clauzel            | Francia      | 41:58  |
| 6                 | Eva Lechner                | Italia       | 42:03  |
| 7                 | Sanne Cant                 | Bélgica      | 42:05  |
| 8                 | Yara Kastelijn             | Países Bajos | 42:26  |